# Train des Vignes

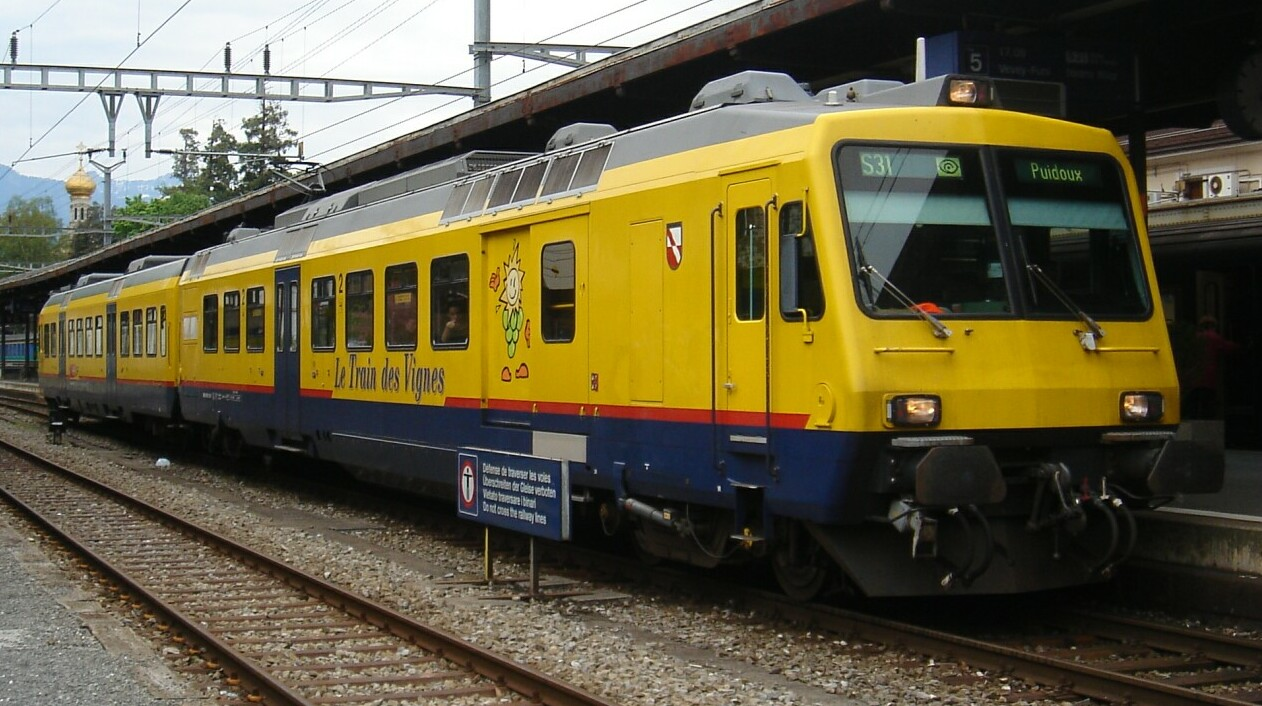
Train des Vignes, Vevey (2005)

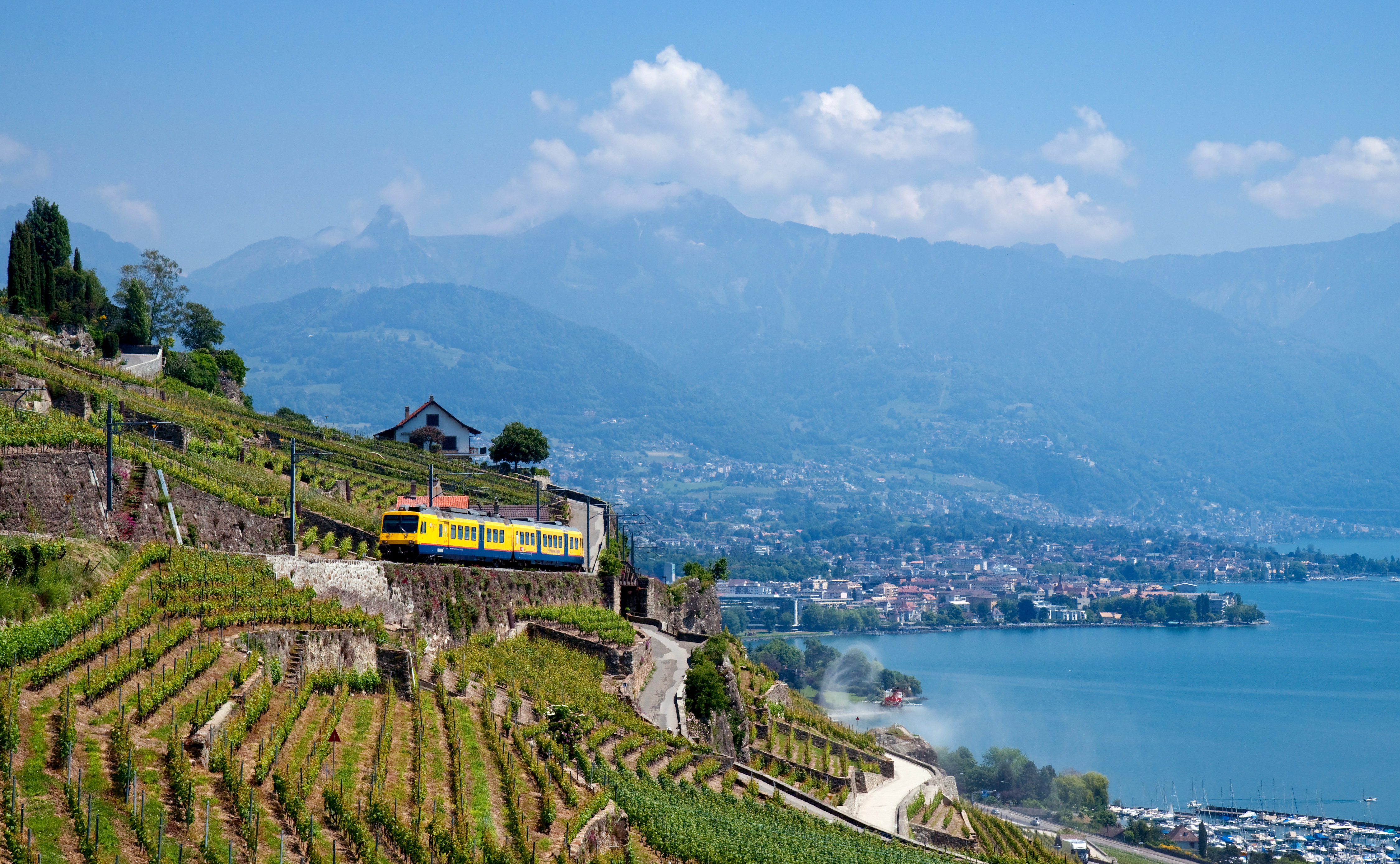
Oberhalb Vevey (2010)

Der Train des Vignes war ein Pendelzug, welcher zwischen 1996 und 2012 auf der Vevey–Chexbres-Bahn verkehrte. Namensgebend war das örtliche Weinbaugebiet. Eingesetzt wurde ein Triebwagen der Baureihe SBB RBDe 560 mit der Fahrzeugnummer 131 und ein NPZ-Steuerwagen mit der Nummer 50 85 29-35 931. Die Zugskomposition trug einen gelb/blau/roten Anstich mit dem SBB-Logo, aber lediglich der französischen Abkürzung CFF. Als Ersatzkomposition wurde ein baugleicher Zug in Normallackierung vorgehalten, dessen Nummer je um eins höher war (560 132 und 29-35 932). Abweichend von den übrigen SBB-NPZ waren diese Fahrzeuge mit einer Haltanforderung versehen (Halt auf Verlangen). Im Juni 2012 wurde der Train des Vignes aus dem Verkehr gezogen und dem Modernisierungsprogramm (neue Inneneinrichtung, Klimaanlage, erste Klasse und Ersatz der Steuerelektronik) zugeführt. Seither verkehrt auf der als S7 ins Netz des RER Vaud integrierten Linie eine modernisierte NPZ-Komposition in den SBB-Standardfarben.